# فرگروو (ویرجینیا)
فرگروو (به انگلیسی: Fairgrove) یک منطقهٔ مسکونی در ایالات متحده آمریکا است که در شهرستان البمارل، ویرجینیا واقع شده‌است.